# ГИС Русса
ГИС Русса — российская компьютерная программа для спутниковой навигации. Изначально распространялась российской компанией ЗАО «Русса» с платной лицензией (выпускались полная версия ценой 990 рублей и удешевленная версия с ограниченным набором функций). Для ознакомления выпускалась демоверсия, работавшая с картами размером до 100 кб.
В середине первой декады 2000-х программа считалась «…одним из самых динамичных и перспективных навигационных приложений для любительского использования GPS-технологии». Затем, по причине распада коллектива разработчиков и прекращения выпуска новых версий, популярность программы стала снижаться.
На основе ГИС Русса были разработаны первые версии навигационной программы Навител Навигатор.

## История
- 05.07.2004 — первая публичная сборка 1.0.11.1.
- 28.08.2005 — версия 1.1.26.6 с поддержкой поиска.
- 30.08.2005 — первая облегченная (Lite) версия 1.1.26.8.
- 09.11.2005 — последняя официальная сборка 1.1.27.6.
- 12.03.2006 — последняя бета 1.1.28.15.
- 07.04.2006 — публикация отладочной версии для настольных компьютеров. Последняя официально распространявшаяся версия программы
- 30.12.2006 — начало бесплатного распространения.

Функции прокладки маршрута и поддержка скинов существовали только в бета-версиях (официально не распространявшихся).
Большинство неофициально распространяемых в настоящее время сборок основано на бета-версии 1.1.28.15.

## Описание
Исполняемые файлы программы выпускались для операционных систем Windows Mobile и Windows XP, при этом окно программы и органы управления ею выглядят одинаково. Работа программы возможна также в Windows CE, но только с англоязычным интерфейсом, а для поддержки GPS-приемника требуется незначительная правка исполняемого кода.
Программа работает как с отдельными картами, размещенными в одном файле, так и с наборами таких карт (атласами) (в демоверсии поддержка атласов отключена) . При использовании атласа нужная карта выбирается автоматически по текущим координатам.
Возможно масштабирование карты на экране при помощи аппаратных кнопок КПК или кнопок на панели инструментов. При нажатии на путевую точку на экран выводится Подсказка с информацией об этой точке (тип, название, адрес).
Справа или снизу от изображения карты отображается набор информационных клеток, в каждую из которых может выводиться состояние какого-либо «датчика» (части информации, полученной от GPS-приёмника или созданной программой) — скорость движения, высота над уровнем моря, текущее время, пройденный путь, имя файла карты и т. п.

### Основные возможности
- Работа с картами в форматах RUS (собственный формат) и IMG (формат навигаторов Garmin).
- Поддержка протоколов NMEA-0183, Garmin и SiRF.
- Интерфейс на русском и английском языках (впоследствии добровольцами сделаны переводы на немецкий, испанский, португальский, венгерский, румынский, болгарский, китайский языки).
- Работа при вертикальном («портрет») и горизонтальном («ландшафт») расположении экрана.
- Вращение карты по ходу движения (по желанию), чтобы вектор движения всегда был направлен «вперед» (от наблюдателя).
- Дневной (яркий) и ночной (приглушенный) режимы отображения информации на экране.
- Создание, экспорт и импорт путевых точек.
- Автоматическое (если поддерживается используемой картой) и ручное построение маршрута с произвольной перестановкой промежуточных точек.
- Голосовые информационные сообщения о событиях (установка/потеря связи со спутниками, необходимость совершить манёвр при следовании по маршруту, приближение к путевой точке, разряд батареи и т. п.).
- Поиск объектов по типам, адресам и расстоянию до них.
- Запись трека (графика движения по местности).
- Автоматическая корректировка системных часов по данным точного времени от GPS-приёмника.
- Автоматическое и ручное определение COM-порта и скорости работы GPS-приёмника, возможность блокировки обращения к отсутствующим портам.
- Отображение и ввод данных в различных единицах измерения.

### Карты
С целью обеспечения ГИС Русса картографическим материалом ЗАО «Русса» одновременно с началом разработки программы запустило проект «Нарисуй карту» (НарисуйКа). Для этого был официально приобретен комплект устаревших и рассекреченных карт России, получены необходимые лицензии (занятие картографической деятельностью в РФ отнесено к лицензируемым видам деятельности), и привлечен широкий круг добровольцев для уточнения имеющихся векторных карт и перевода растровых карт в векторный формат. Для желающих участвовать в проекте был организован бесплатный курс лекций, включающий основы геодезии, приемы работы с картографическими программами и сведения о системе GPS.
28.09.2004 был анонсирован свободный доступ к картам проекта.
Высказывались мнения, что в этом проекте ЗАО «Русса» использовало бесплатный труд добровольцев с целью извлечения прибыли от продажи сделанных ими карт в комплекте с программой ГИС Русса. Прибыль от продаж действительно извлекалась, однако карты продавались не самостоятельно, а в качестве бесплатного приложения к программе, при этом цена комплекта составляла 990 рублей, что было значительно ниже цен на большинство коммерческих комплектов карт для популярных навигаторов, имевшихся в продаже в 2004—2006 гг. В ходе работы проекта в достаточно короткий срок было создано хорошее картографическое покрытие России, Украины, Белоруссии и ряда других стран. При этом все карты, созданные в рамках проекта, были доступны всем желающим для бесплатного скачивания. В этих условиях вряд ли можно усмотреть в политике ЗАО «Русса» признаки злоупотребления трудом добровольцев.
С 2010—2011 гг. карты в формате RUS доступны в основном на сайтах энтузиастов, наиболее известные из которых приведены ниже в списке ссылок. Ряд карт создается энтузиастами путём преобразования материалов проекта OpenStreetMap.

### Достоинства
- Возможность как адаптации существующих, так и создания собственных карт с использованием редактора GpsMapEdit[3][6]. В течение первых лет существования программы это было уникальной возможностью — другие навигационные программы использовали свои собственные закрытые форматы карт, распространяемые только разработчиками программ на платной основе[3][4].
- Небольшой размер, высокая скорость работы.
- Компактный формат карт.
- Простой, удобный и интуитивно понятный интерфейс без лишних украшений.
- Наличие версии для настольных компьютеров с Windows.
- Наличие достаточного количества бесплатных карт России, Украины, Казахстана, Белоруссии и многих европейских государств, большинство которых было создано в рамках проекта «Нарисуй карту».

### Недостатки
- Не поддерживаются скорости GPS-приёмника больше 9600 бит/с.
- Генерирует фатальную ошибку на некоторых картах.
- Генерирует фатальную ошибку на ряде устройств с Windows CE 6.0 при получении сообщений от GPS-приёмника.
- На ряде устройств с Windows CE 6.0 не отображает меню «Файл», «Вид» и «Настройка» на русском языке, несмотря на наличие поддержки русского языка в системе.
- С конца первой декады 2000-х, новых карт в формате RUS практически не выпускается.
- Программа не поддерживается разработчиками с начала 2006 г.

## Награды
- «Best of Soft 2005» — журнал PC Magazine/RE, обзор «Россия: прикладное ПО 2005 г».[7]
- «Выбор редакции 2006» — журнал «Мобильные компьютеры», 2006 N 6 (68), с. 79.[1]

## Авторство и правовой статус программы
В номере 4/2009 журнала CHIP была опубликована статья Екатерины Барановой «GPS плюс ноутбук», в которой разработчиком программы «ГИС Русса» был назван Игорь Сапунов. В номере 6/2010 было опубликовано вступившее в законную силу решение суда о нарушении авторских прав, допущенном в этой статье.
Решением Останкинского районного суда г. Москвы установлено, что указание имени Игоря Сапунова в качестве разработчика программы неправомерно, поскольку действительным автором и разработчиком программы является Константин Галичский (ранее создавший программу редактирования карт GpsMapEdit).
В решении суда указано, что авторство Галичского было ранее установлено вступившим в законную силу решением Тверского районного суда г. Москвы. Из материалов дела следует, что программа была самостоятельно разработана Галичским в 2004 г. по авторскому договору с ЗАО «Русса», и в 2004—2006 гг. распространялась на компакт-дисках от имени ЗАО «Русса» с указанием имени Галичского в качестве автора, что предусматривалось условиями договора. В значительном количестве экземпляров программы, распространенном в 2006 г. от имени ЗАО «Русса» и МОО «Здоровье нации», авторство Галичского указано не было. В конце 2006 г. Сапунов, ранее бывший одним из руководителей ЗАО «Русса», присвоил себе авторство и начал бесплатно распространять программу, в которой была снята защита и изменена информация об авторских правах. Принадлежность имущественных прав в судебных решениях не определена.
Таким образом, с 2006 г. программа фактически распространяется и используется бесплатно, однако споры об имущественных правах окончательно не разрешены, и лицо, уполномоченное заключать лицензионные договоры с пользователями, в настоящее время неизвестно.